# Romance de Paris
Pour la chanson homonyme, voir La Romance de Paris (chanson).
Pour plus de détails, voir Fiche technique et Distribution.
Romance de Paris est un film musical français réalisé par Jean Boyer, sorti en 1941.
Charles Trenet y chante La Romance de Paris, Un rien me fait chanter, Bonsoir, jolie Madame, Tout ça, c'est pour nous.

## Synopsis
Georges Gauthier, un ouvrier, est tenu éloigné du monde du spectacle par sa mère, abandonnée par le père chanteur. Mais sous le nom de Papillon, il chante le soir dans les cafés.

## Fiche technique
- Titre : Romance de Paris
- Réalisation : Jean Boyer
- Scénario : Jean Boyer
- Décors : Henri Mahé
- Costumes : Augusta Boiron
- Musique : Charles Trenet et Georges Van Parys
- Photographie : Christian Matras
- Son : Pierre Calvet
- Montage : Louisette Hautecoeur
- Directeur de production : André Zwobada
- Société de production : Pathé
- Tournage : Studios Pathé-Francoeur, 6 rue Francœur, Paris
- Pays d'origine :  France
- Format : Noir et blanc - 1,37:1 - Mono - 35 mm
- Genre : film musical
- Durée : 110 minutes
- Date de sortie : 
  - France, 3 octobre 1941
- Affiche : René Péron (France)

## Distribution
- Charles Trenet : Georges Gauthier, un électricien qui devient chanteur sous le pseudonyme de Jean Papillon
- Jean Tissier : Jules Laforgue, machiniste aux Folies Concert, son meilleur ami
- Jacqueline Porel : Jeannette Lormel, la fille d'un chanteur dont s'éprend Georges
- Sylvie : Mme Gauthier, la mère de Georges et de Madeleine, qu'un mari chanteur n'a pas su rendre heureuse
- Yvette Lebon : Madeleine Gauthier, la sœur de Georges, vendeuse dans un magasin
- André Alerme : Cartier, le directeur des Folies Concert, un music-hall de quartier
- Robert Le Vigan : Monsieur Lormel, un chanteur, le père de Jeannette
- Alfred Pasquali : Nicolas, un impresario
- Germaine Lix : Madame Lormel, la mère de Jeannette
- Maurice Teynac : Maurice
- Albert Broquin : le régisseur
- Raymond Bussières : un joueur
- Léonce Corne : un garçon
- Léon Larive : le patron du Balajo
- Robert Ozanne : un joueur
- Georges Bever : l'accordéoniste
- Léonce Corne : Le garçon
- Ginette Baudin
- Jean Berton
- Lucienne Legrand
- Georgette Tissier
- Maurice Salabert
- Régine Dancourt
- Lucien Dorval
- Claude Marcy
- Lucienne Vigier